# Муромское сельское поселение (Крым)
Муромское се́льское поселе́ние (укр. Муромське сільське́ посе́лення, крымскотат. Кучюк Бурундыкъ кой юрту, Küçük Burundıq köy yurtu) — муниципальное образование в Белогорском районе Республики Крым России.
Административный центр — село Муромское.

## География
Расположено в восточной части Белогорского района, у истоков реки Восточный Булганак на северных склонах горного массива Кубалач Внутренней гряды Крымских гор.

## Население
| 2001  | 2014  | 2015  | 2016  | 2017  | 2018  | 2019  |
| ----- | ----- | ----- | ----- | ----- | ----- | ----- |
| 1626  | ↘1307 | ↗1308 | ↗1324 | ↘1311 | ↗1316 | ↘1305 |
| 2020  | 2021  |       |       |       |       |       |
| ↘1304 | ↗1570 |       |       |       |       |       |

## Состав
В состав сельского поселения входят 5 населённых пунктов:
| № | Населённый пункт | Тип населённого пункта       | Население |
| - | ---------------- | ---------------------------- | --------- |
| 1 | Муромское        | село, административный центр | ↘755      |
| 2 | Дивное           | село                         | ↘20       |
| 3 | Кривцово         | село                         | ↘8        |
| 4 | Сенное           | село                         | ↘289      |
| 5 | Хлебное          | село                         | ↘235      |

## История
В советское время был образован Муромский сельский совет.
Статус и границы Муромского сельского поселения установлены Законом Республики Крым от 5 июня 2014 года № 15-ЗРК «Об установлении границ муниципальных образований и статусе муниципальных образований в Республике Крым».